# Terellia cynarae
Terellia cynarae är en tvåvingeart som först beskrevs av Camillo Rondani 1870.  Terellia cynarae ingår i släktet Terellia och familjen borrflugor.
Artens utbredningsområde är Italien. Inga underarter finns listade i Catalogue of Life.